# Ernst von Delius

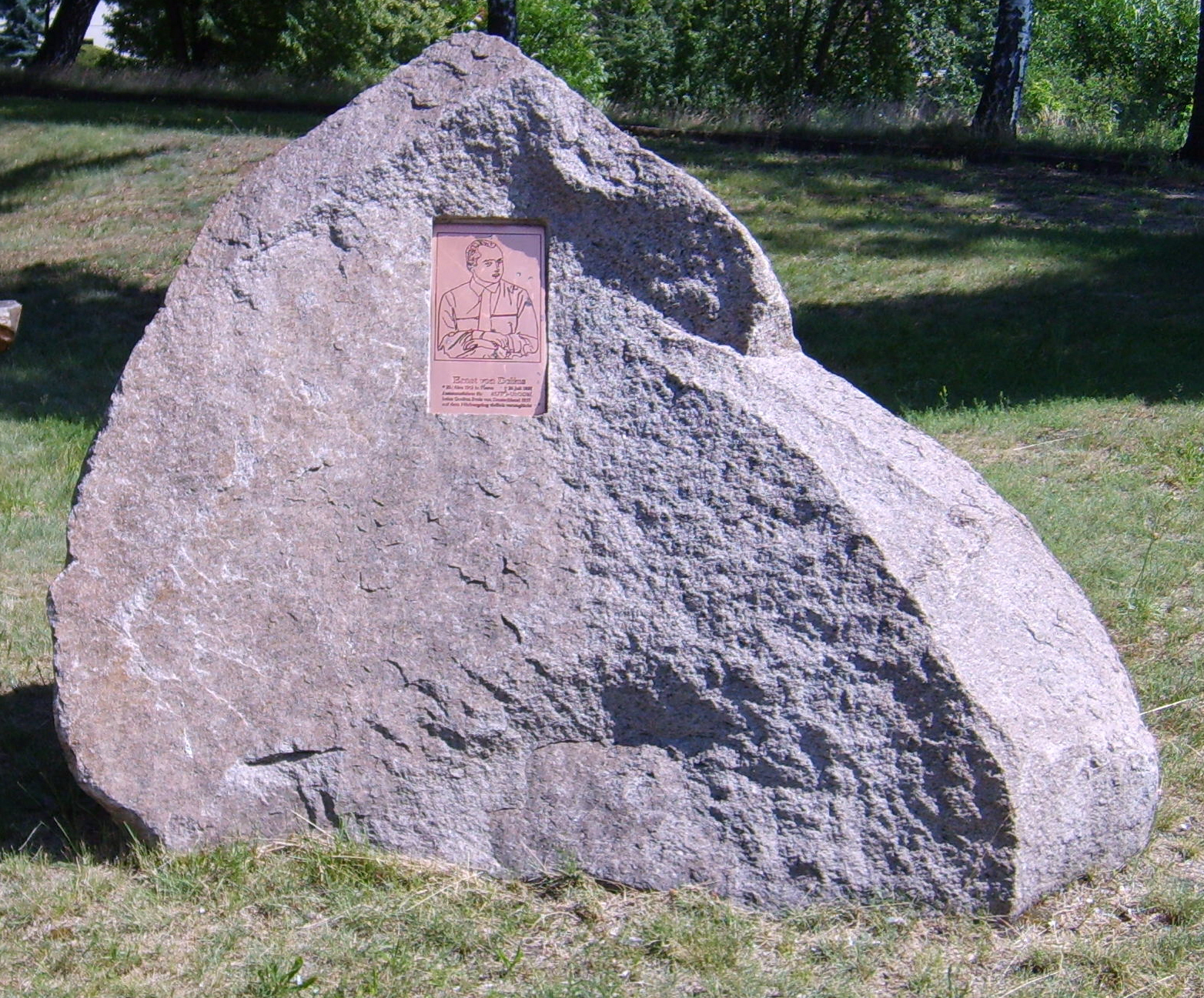
Gedenkstein in Plessa

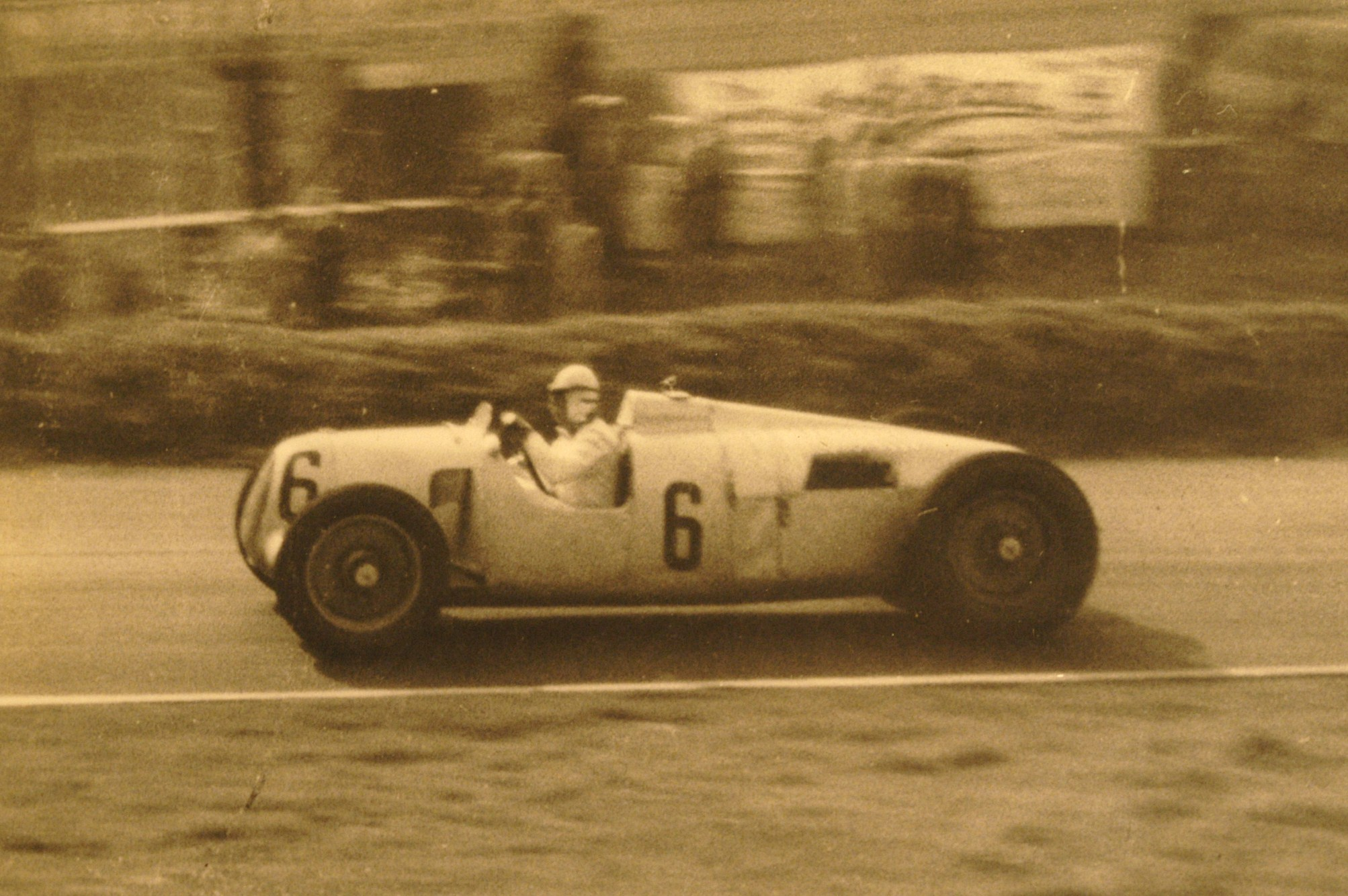
Ein Auto Union Typ C, baugleich mit dem Unglückswagen, hier pilotiert von Rudolf Hasse.

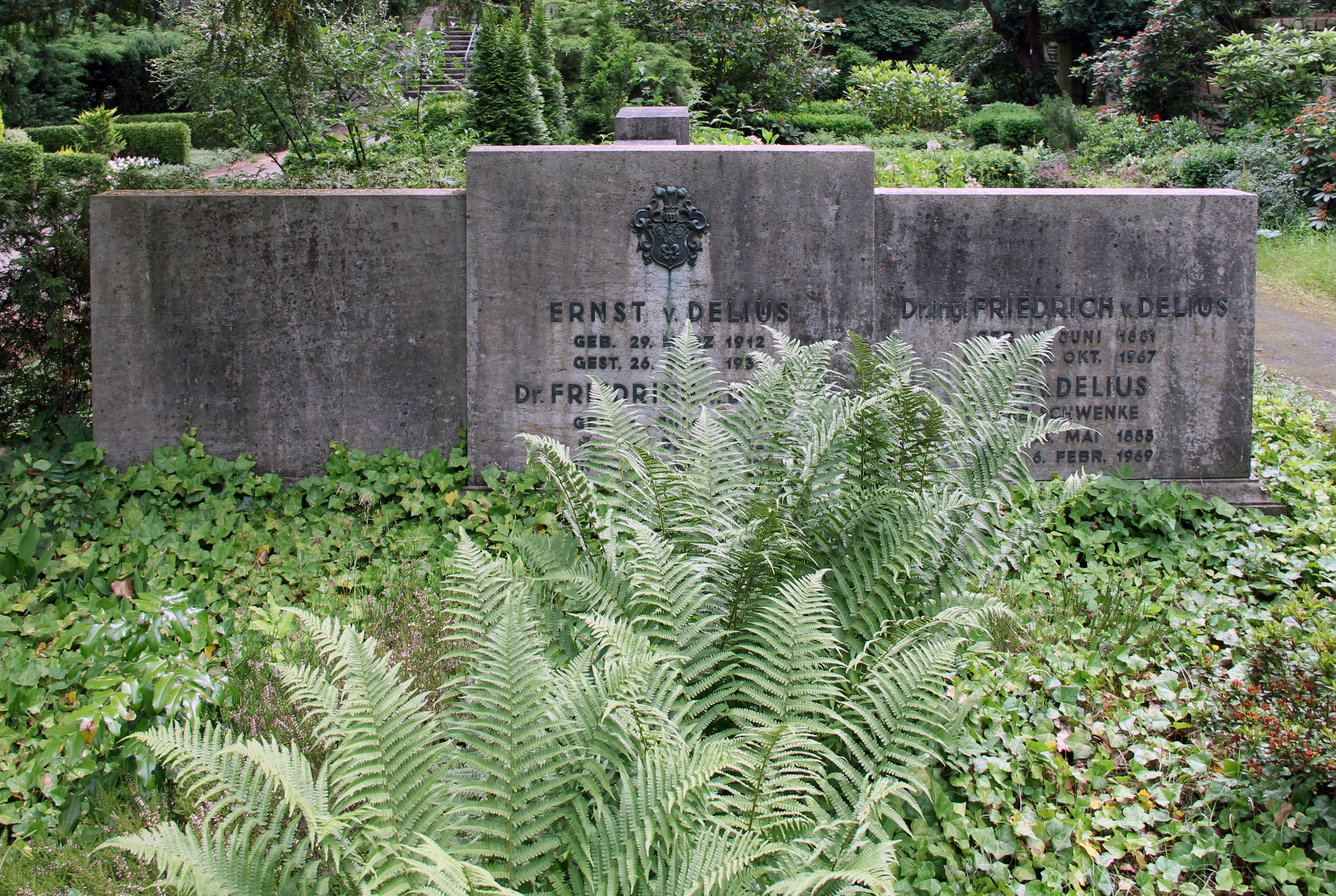
Grabstätte, Hüttenweg 47, in Berlin-Dahlem

Ernst Ludwig Ferdinand von Delius (* 29. März 1912 in Plessa; † 26. Juli 1937 in Bonn) war ein deutscher Automobilrennfahrer der Auto Union AG.

## Leben
Von Delius entstammte einer ravensbergischen Familie und war der zweite von drei Söhnen des Bergwerksdirektors und -besitzers Dr. Ing. h. c. Friedrich von Delius (1881–1967) und der Katharina Louise (Isa) Schwenke (1885–1969). Er war ein Ururenkel von Daniel Heinrich Delius. Aufgewachsen war er in der südbrandenburgischen Gemeinde Plessa, wo sein Vater seit 1910 die örtlichen Braunkohlenwerke als Direktor leitete und in dieser Funktion 1924 die erste Abraumförderbrücke der Welt nach seinen Plänen bauen ließ, die den Braunkohletagebau revolutionierte.
Sein erstes Rennen fuhr Ernst von Delius im August 1931 auf der AVUS in Berlin als Privatfahrer in einer Konkurrenz der Sportwagen, bei der er als krasser Neuling Platz sechs erreichte. In den folgenden Jahren erzielte er eine Reihe von Erfolgen in kleinen und größeren Wettbewerben jener Zeit und galt als große Hoffnung des Motorsports. 
Unter anderem gewann er beim Eifelrennen auf der Nürburgring-Nordschleife 1935 auf einem BMW 319/1 die Klasse der Sportwagen bis 2 Liter Hubraum vor Paul von Guilleaume auf Adler. Von Delius fuhr die fünf Runden über 114,05 km in 1:07:29 Stunden beziehungsweise mit einem Durchschnitt von 101,40 km/h und kam 5:44,4 Minuten vor dem Zweitplatzierten seiner Klasse ins Ziel.
Auf Anraten von Ferdinand Porsche nahm ihn die Auto Union AG als Nachwuchsfahrer für die Grand-Prix-Europameisterschaft 1935 auf. Als Teamkamerad von Bernd Rosemeyer und Hans Stuck stand von Delius bald unter den besten Fahrern der Welt. Er gewann im Januar 1937 den Grosvenor Grand Prix in Kapstadt.
Eine Kollision mit Richard Seaman beim Großen Preis von Deutschland 1937 auf dem Nürburgring bereitete der hoffnungsvollen Karriere am 25. Juli 1937 ein jähes Ende. Während Seaman mit leichteren Verletzungen davonkam, erlag Ernst von Delius am 26. Juli 1937 in Bonn seinen schweren Verletzungen. Zum Andenken an die Verdienste der Familie von Delius wurde in Plessa die Von-Delius-Straße nach ihr benannt. Außerdem wurde im Juli 2002 ein Gedenkstein für Ernst von Delius im Ort eingeweiht.
Seit 1932 war er Mitglied des Corps Franconia München.

## Statistik

### Vorkriegs-Grands-Prix-Ergebnisse
| Saison | Team          | Wagen            | 1   | 2 | 3   | 4 | 5 | 6 | 7 | Punkte | Position |
| ------ | ------------- | ---------------- | --- | - | --- | - | - | - | - | ------ | -------- |
| 1935   | ERA           | ERA B-Type       |     |   |     |   |   |   |   | —      | —        |
| 1935   | ERA           | ERA B-Type       | DNS |   |     |   |   |   |   | —      | —        |
| 1936   | Auto Union AG | Auto Union Typ C |     |   |     |   |   |   |   | 23     | 7.       |
| 1936   | Auto Union AG | Auto Union Typ C | DNS | 6 | 5 1 | 3 |   |   |   | 23     | 7.       |
| 1937   | Auto Union AG | Auto Union Typ C |     |   |     |   |   |   |   | 38     | 30.      |
| 1937   | Auto Union AG | Auto Union Typ C | DNF |   |     |   |   |   |   | 38     | 30.      |

| Legende  | Legende                                                                   | Legende                                                                   |           |
| Farbe    | Bedeutung                                                                 | Bedeutung                                                                 | EM-Punkte |
| -------- | ------------------------------------------------------------------------- | ------------------------------------------------------------------------- | --------- |
| Gold     | Sieg                                                                      | Sieg                                                                      | 1         |
| Silber   | 2. Platz                                                                  | 2. Platz                                                                  | 2         |
| Bronze   | 3. Platz                                                                  | 3. Platz                                                                  | 3         |
| Grün     | Klassifiziert, mehr als 75% der Renndistanz zurückgelegt                  | Klassifiziert, mehr als 75% der Renndistanz zurückgelegt                  | 4         |
| Blau     | nicht punkteberechtigt, zwischen 50% und 75% der Renndistanz zurückgelegt | nicht punkteberechtigt, zwischen 50% und 75% der Renndistanz zurückgelegt | 5         |
| Violett  | nicht punkteberechtigt, zwischen 25% und 50% der Renndistanz zurückgelegt | nicht punkteberechtigt, zwischen 25% und 50% der Renndistanz zurückgelegt | 6         |
| Rot      | nicht punkteberechtigt, weniger als 25% der Renndistanz zurückgelegt      | nicht punkteberechtigt, weniger als 25% der Renndistanz zurückgelegt      | 7         |
| Farbe    | Abkürzung                                                                 | Bedeutung                                                                 | EM-Punkte |
| Schwarz  | DSQ                                                                       | disqualifiziert (disqualified)                                            | 8         |
| Weiß     | DNS                                                                       | nicht gestartet (did not start)                                           | 8         |
| Weiß     | DNA                                                                       | nicht erschienen (did not arrive)                                         | 8         |
| sonstige | P/fett                                                                    | Pole-Position                                                             | 8         |
| sonstige | SR/kursiv                                                                 | Schnellste Rennrunde                                                      | 8         |
| sonstige | DNF                                                                       | Rennen nicht beendet (did not finish)                                     | 8         |